# Fernando Fragoso
Fernando Fragoso y Lugo (Valencia de Alcántara, 1830-Valencia de Alcántara, 1899) fue un escritor y poeta español.

## Biografía
Nació en 1830 en la localidad cacereña de Valencia de Alcántara. Publicista y político, fue colaborador de los periódicos madrileños La Reforma (1865), Las Novedades y La Mujer, además de director de La Iberia. Desempeñó altos cargos en la península y en las provincias de Ultramar. Fragoso, que fue uno de los fundadores de la Asociación de Escritores y Artistas (1871). Falleció en su localidad natal en diciembre de 1899.